# Joshua Bassett
Joshua Bassett (ur. 22 grudnia 2000 w Oceanside) – amerykański aktor i piosenkarz. Znany z głównej roli Ricky'ego Bowena w serialu High School Musical: The Musical: The Series. W kwietniu 2020 wydał swój pierwszy singiel Common sense.
Jego konto na Instagramie ma 2,5 mln obserwujących. 

## Biografia
Urodził i wychował się w Oceanside, w Kalifornii, razem ze swoimi pięcioma siostrami. Nie chodził do szkoły, ale pobierał naukę domową. Swoją karierę artystyczną rozpoczął w wieku siedmiu lat od przedstawienia teatralnego. Nauczył się grać na sześciu instrumentach, w tym na pianinie, basie, gitarze i perkusji. W 2015 roku pierwszy raz zagrał jako aktor krótkometrażowego filmu Limbo. Od 2016 roku zamieszkał w Los Angeles. 
W styczniu 2021 roku Bassett poważnie zachorował i trafił do szpitala z powodu wstrząsu septycznego i niewydolności serca. Według jego relacji lekarze dawali mu 30% szans na przeżycie i nie przeżyłby, gdyby nie zgłosił się do szpitala w ciągu 12 godzin. 10 maja 2021 roku podczas wywiadu ujawnił się jako członek społeczności LGBTQ+ i wyznał, że doświadczył homofobii. W grudniu 2021 roku ujawnił, że jako dziecko i nastolatek doświadczył wykorzystywania seksualnego.
W sierpniu 2022 wygrał w charytatywnym turnieju gier, a następnie przekazał 10 tysięcy dolarów organizacji Planned Parenthood.
W 2023 roku zostaje chrześcijaninem, następnie przyjmuje chrzest w ewangeliczno–zielonoświątkowym megakościele Betel, który słynie jako „antygejowski”.

## Filmografia
- 2017: Zabójcza broń (serial telewizyjny) jako Will
- 2018: Game Shakers. Jak wydać grę? jako Brock
- 2018: Dirty John (serial telewizyjny) jako John
- 2018: Rodzinka od środka (3 sezon) jako Aidan Peters
- 2019: Chirurdzy jako Linus
- 2019–2021: High School Musical: Serial jako Ricky Bowen
- 2022: Better Nate Than Ever jako Anthony Foster
- 2022: Night at the Museum: Kahmunrah Rises Again jako Nick Daley